# Madeline Groves
Pour les articles homonymes, voir Groves.
Madeline Groves est une nageuse australienne née le 25 mai 1995 à Brisbane. Elle remporte la médaille d'argent du 200 mètres papillon aux Jeux olympiques d'été de 2016 à Rio de Janeiro.

## Palmarès

### Championnats du monde

#### Grand bassin
- Championnats du monde 2015 à Kazan :
  -  Médaille de bronze du relais 4 × 100 m quatre nages (participe uniquement aux séries).